# Factoría Van Nelle
La antigua factoría Van Nelle (en neerlandés: Van Nellefabriek), situada en el río Schie en Róterdam, Países Bajos, es una fábrica considerada un excelente ejemplo arquitectónico del Estilo Internacional.  Producía café, té y tabaco, y posteriormente chicle, cigarrillos, pudín instantáneo y arroz. Actualmente alberga gran variedad de empresas de los nuevos medios y diseño, y es conocida como la Factoría de Diseño Van Nelle (Van Nelle Ontwerpfabriek). 

## Historia
El edificio fue diseñado por los arquitectos Leendert Cornelis van der Vlugt y Johannes Andreas Brinkman, en cooperación con el ingeniero civil J.G. Wiebenga, en aquel momento especialista en construcciones de hormigón armado, y construido entre 1925 y 1931. Es un ejemplo del Nieuwe Bouwen, la arquitectura moderna de los Países Bajos. Fue encargado por el copropietario de la empresa Van Nelle, Kees van der Leeuw, en nombre de los propietarios.
Kees van der Leeuw y los dos directores de la empresa, Matthijs de Bruyn y Bertus Sonneveld, quedaron tan impresionados por la maestría de Van der Vlugt que le encargaron diseñar y construir casas privadas para ellos en Róterdam y la cercana Schiedam, entre 1928 y 1932. Una de ellas, la casa Sonneveld, completamente renovada, es un museo situado en el centro de Róterdam, con más de 30 000 visitantes anuales de todo el mundo.
En siglo XX era una fábrica que producía café, té y tabaco, y posteriormente chicle, cigarrillos, pudín instantáneo y arroz. Actualmente alberga gran variedad de empresas de los nuevos medios y diseño, y es conocida como la Factoría de Diseño Van Nelle ("Van Nelle Ontwerpfabriek" en neerlandés). Algunas zonas se usan para reuniones, convenciones y eventos. 
Eric Gude, un especialista holandés en la conversión de antiguas instalaciones industriales, planificó y organizó el cambio de uso de la factoría Van Nelle en 1997 y presentó a Wessel De Jonge, una autoridad en la renovación de arquitectura moderna, en 1999, para coordinar la renovación, que comenzó en el año 2000.

## Arquitectura
La factoría Van Nelle muestra la influencia del constructivismo ruso. Mart Stam, quien trabajó en 1926 como diseñador en la oficina de Brinkman & Van der Vlugt en Róterdam, entró en contacto con la vanguardia rusa en 1922 en Berlín. En 1926, Mart Stam organizó una gira arquitectónica de los Países Bajos para el artista ruso El Lissitzky y su esposa Sophie Küppers, coleccionista de arte vanguardista. Visitaron a Jacobus Oud, Cornelis van Eesteren, Gerrit Rietveld, y otros artistas. Sophie Küppers afirmó que Mart Stam habló sobre 'su' factoría durante ese viaje. Esto resultó ser la causa inmediata de su despido.[cita requerida]

## Monumento nacional y Patrimonio de la Humanidad
La factoría Van Nelle es un monumento nacional de los Países Bajos (Rijksmonument). En 2013 se presentó la justificación de valor universal excepcional al Comité de Patrimonio de la Humanidad de la Unesco y fue distinguida el 21 de junio de 2014 como Patrimonio de la Humanidad.